# Jan Vroesen
Jan Vroesen (ur. 4 października 1672, zm. 1725) – holenderski prawnik, dyplomata i publicysta, syn Adriaena Vroesena, który był burmistrzem Rotterdamu.
Studiował prawo na Uniwersytecie w Utrechcie. Pracował na służbie dyplomatycznej króla Francji. Piastował funkcję członka trybunału w Brabancji. Zasiadał w radzie prowincji Brabancja (Staats-Brabant) oraz radzie miasta Haga. Zaliczał się do kręgu sympatyków Barucha Spinozy. Przypisuje mu się autorstwo obrazoburczego traktatu De Tribus Impostoribus, wymierzonego przeciwko trzem religiom monoteistycznym: judaizmowi, chrześcijaństwu i islamowi. Nie jest wykluczone, że brał udział w opracowaniu życiorysu Spinozy pt. "La vie et l’esprit de Spinoza".